# Болькен
Болькен (нем. Bolken) — коммуна в Швейцарии, в кантоне Золотурн. 
Входит в состав округа Вассерамт. Население составляет 545 человек (на 31 декабря 2007 года). Официальный код — 2514.